# Klekátko

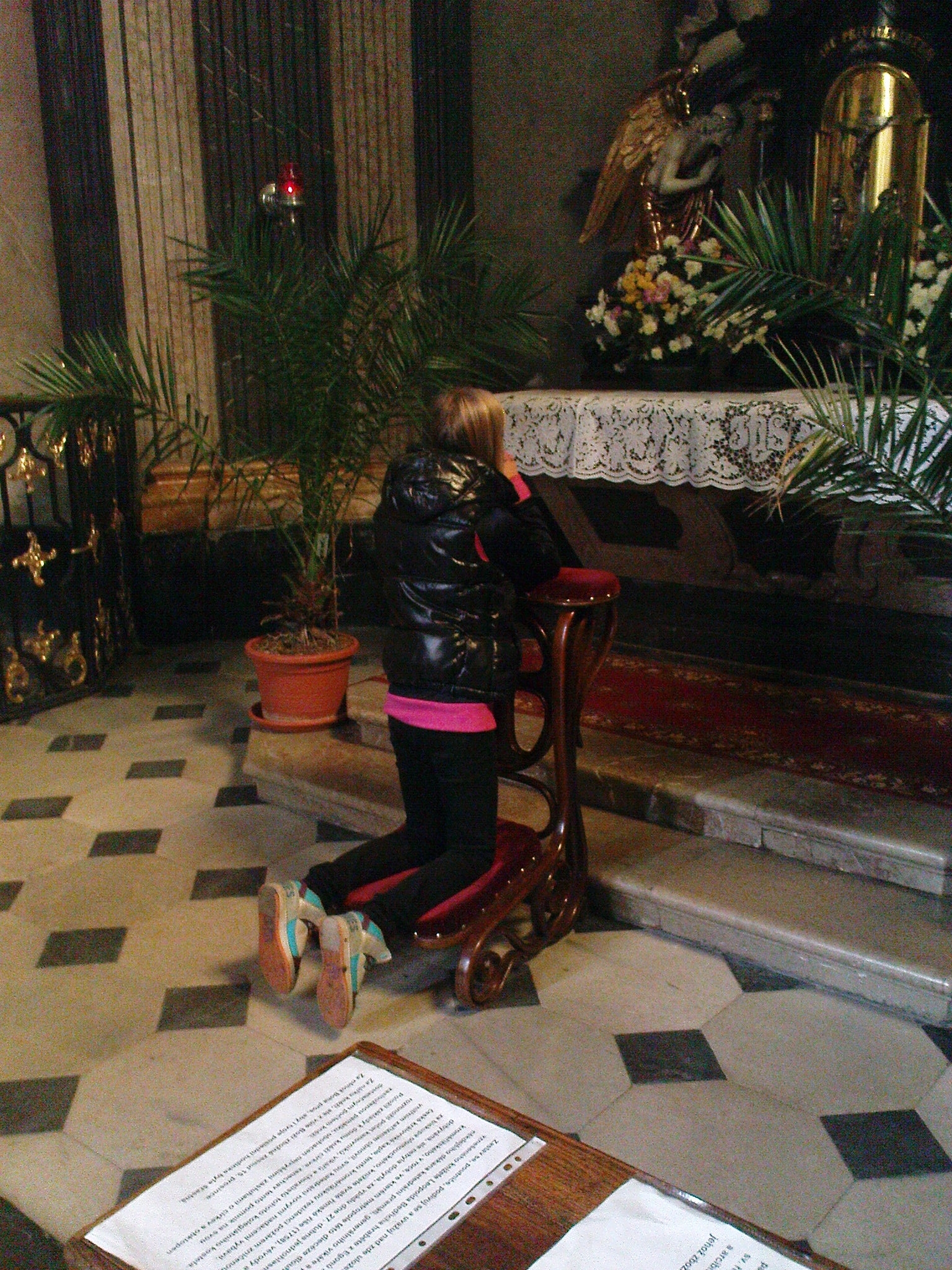
Současné klekátko v kostele sv. Mořice, Kroměříž

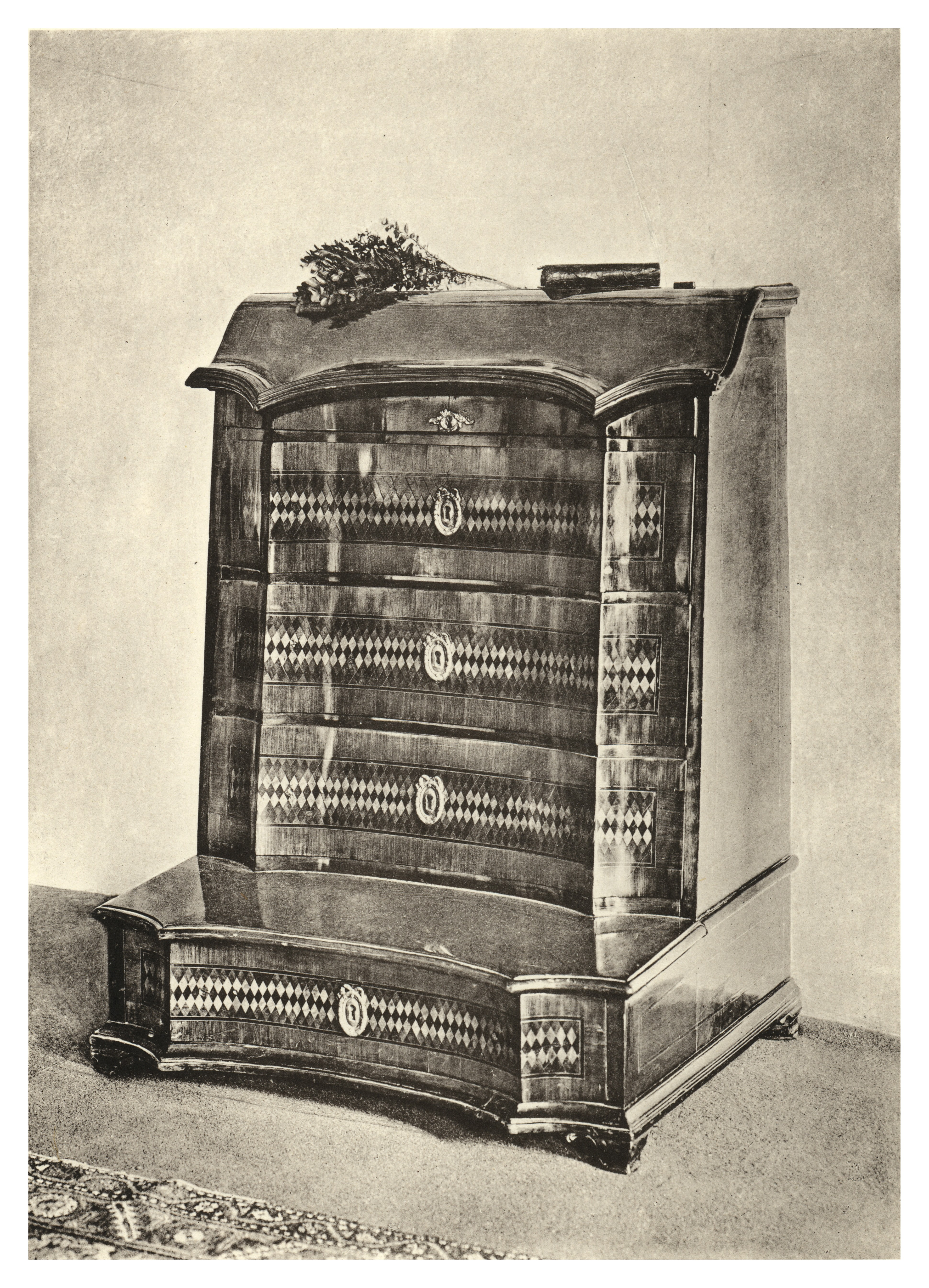
Tereziánské klekátko s komodou, Rakousko kolem 1750

Klekátko je druh nábytku, který se užívá ke klečení při modlitbě. Bývá součástí interiérů kostelů, klášterních cel, domácích kaplí, poutních míst v přírodě, v domácnosti v ložnicích, apod..

## Typy

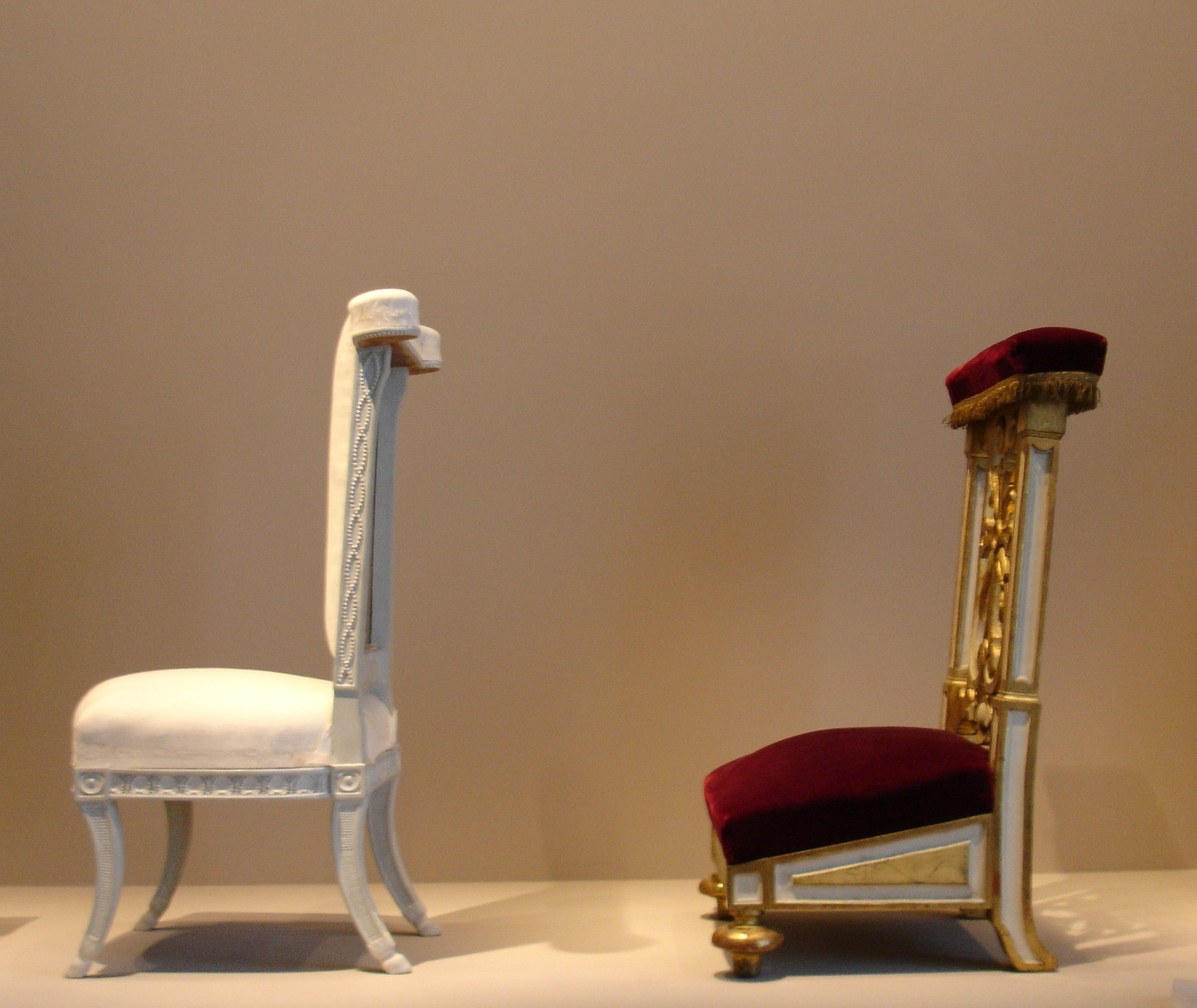
Barokní čalouněná klekátka

- Samostatné klekátko pro jednu osobu, s pultíkem pro modlitební knížku a opření sepjatých paží, někdy čalouněné
- Klekátko spojené s komodou - barokní šlechtické klekátko se zásuvkovou skříní
- Klekátko jako součást skládacího domácího oltáře, po rozevření dvířek se odkryje pultík a oltářní retábl
- Klekátko řadové, často v soustavě chrámových lavic, kde je spojeno s opěradly předchozí řady
- Klekátková stolička - pomůcka při klečení na zemi pro individuální modlitbu